# Starwood Hotels & Resorts Worldwide
Starwood war eines der größten Hotel- und Freizeitunternehmen der Welt und trat unter zehn verschiedenen Marken auf. Das Unternehmen war in zwei Geschäftsbereiche gegliedert: Hotels und Vacation Ownership. 2016 wurde Starwood von Marriott International übernommen, das nun der größte Hotelkonzern der Welt ist.
Die Geschäfte konzentrieren sich auf den Betrieb von Hotels und Resorts auf der ganzen Welt primär im Luxusbereich bzw. in der gehobenen Klasse der Hotelindustrie. Starwood ist bestrebt, Anteile, Management- oder Franchiserechte an Hotels in diesem Segment zu erwerben. Zum 31. Dezember 2015 umfasste der Bestand insgesamt 1.297 Objekte mit etwa 370.000 Zimmern in 100 Ländern.

## Geschichte
Zunächst besaß Starwood Lodging eine Anzahl von Hotels in Nordamerika, viele davon unter unterschiedlichen Markennamen. 1994 wurde die Westin Hotel Company von der japanischen Aoki Corporation gekauft. 1998 erwarb Starwood die Rechte an der Marke Sheraton, Four Points by Sheraton sowie die Luxury Collection, alle von ITT Sheraton.
1999 startete Starwood die Marke „W“ Hotels, die eine junge und freche Marke darstellen soll. Im September 2005 verkündete Starwood die Einführung der Marke aloft, bis 2012 sollen 500 aloft Hotels errichtet werden. 2005 kaufte Starwood die Marke Le Méridien.
2004 trat Gründer und CEO Barry Sternlicht von seinem Vorstandsvorsitz zurück, um seine Geschäftstätigkeiten auf ein anderes Unternehmen, Starwood Capital, zu fokussieren. Er blieb allerdings Mitglied des Vorstandes bis 2005. Ihm folgte Steven J. Heyer, unter dem Starwood viele firmeneigene Hotels verkaufte und sich so zu einer Verwaltungsgesellschaft für die nun mehrheitlich im Franchise-System betriebenen Hotels entwickelte. Im April 2007 verließ Steven J. Heyer das Unternehmen auf Antrag des Aufsichtsrates wegen Unstimmigkeiten zwischen Heyer und dem Aufsichtsrat. Bruce W. Duncan fungierte als Interims-CEO bis September 2007, als die Firma Heyers Nachfolger verkündete, Frits van Paasschen.
Im November 2015 gab Marriott International eine Vereinbarung zur Übernahme von Starwood für 12 Milliarden US-Dollar bekannt. Der bis 2016 angestrebte Zusammenschluss wäre die neue größte Hotelgruppe der Welt. Im März 2016 wurde bekannt, dass sich Starwood stattdessen für ein um eine Milliarde US-Dollar höheres konkurrierendes Angebot einer chinesischen Investorengruppe unter Führung des Versicherungskonzerns Anbang entschieden hat. Ende März 2016 zog das chinesische Bieterkonsortium sein Angebot überraschend zurück. Informationen der britischen Zeitung Financial Times zufolge konnte das Bieterkonsortium den Kaufpreis nicht aufbringen. Anschließend wurden die Fusionsgespräche mit Marriott International wieder fortgesetzt. Am 23. September 2016 wurde die Übernahme abgeschlossen.
Der US-amerikanische Hotelkonzern Marriott International gab am 30. November 2018 den Diebstahl von rund 327 Millionen Kundendaten über die IT-Konzerntochter Starwood bekannt, darunter auch Bezahlinformationen. Betroffen waren Kunden der Starwood Hotels & Resorts Worldwide mit den Marken W Hotels, St. Regis Hotel, Sheraton Hotels & Resorts, Westin Hotels & Resorts, Element Hotels, Aloft Hotels, The Luxury Collection, Tribute Portfolio, Le Méridien Hotels & Resorts, Four Points by Sheraton und Design Hotels. Die Cyberattacke wurde bereits am 8. September 2018 entdeckt.

## Marken
| unframed | Die größte Hotelgruppe unter Starwood ist Sheraton mit mehr als 400 Hotels in 75 Ländern. Das erste Sheraton öffnete seine Türen 1937 in Springfield, Massachusetts und bereits zwölf Jahre später (1949) wurde der internationale Markt erobert. Im Jahre 1945 war Sheraton die erste Hotelkette, die an der New Yorker Börse gelistet wurde.                                                                                 |
|          | Westin Hotels & Resorts ist die ursprüngliche Marke von Starwood. Zur Marke Westin gehören über 150 Häuser weltweit. Westin besitzt ein eigenes Betten- und Badezimmerkonzept, die sogenannten Heavenly Bed bzw. Heavenly Bath. 2006 führte Westin als erstes Hotelunternehmen die Smoke Free Policy ein, welche das Rauchen im gesamten Hotel untersagt.                                                                      |
|          | Le Méridien, 1972 von Air France in Paris gegründet, ist die europäische Traditionsmarke von Starwood und wurde 2005 vom Hotelkonzern übernommen. Sie mixt an den verschiedenen Standorten zeitgenössische Kultur mit seinem europäischen Erbe. Man findet die Hotels in Europa, Amerika, dem Asien-Pazifik-Raum, dem Nahen Osten und Afrika. Das Portfolio von Le Méridien umfasst derzeit 120 Hotels in mehr als 50 Ländern. |
|          | The Luxury Collection Hotels & Resorts ist eine Gruppe von 70 Hotels und Resorts in über 25 Ländern mit einem Angebot an Services für Kunden mit höchsten Ansprüchen. Diese Hotels sind teilweise mehrere Jahrhunderte alt. |
|          | "Tribute Portfolio" soll individuelle Hotels & Resorts mit einem klaren Fokus auf die 4-Sterne-Kategorie vereinen. Es ist eine "softe Marke", die den Hoteliers und Hotelbetreibern kaum Vorschriften macht und größtmögliche Freiheiten lässt. Erstes "Tribute"-Haus seit Mai 2015 ist das Royal Palm South Beach in Miami, weitere Hotels sollen bald folgen.                                                                |
|          | St. Regis Hotels & Resorts sind Luxus-Hotels der Top-Kategorie. Weltweit gibt es nur 18 Häuser dieser Marke, davon drei in Europa. Der Name der Hotelkette geht auf das berühmte St. Regis Hotel in Manhattan zurück, das von Colonel John Jacob Astor IV 1904 erbaut wurde. |
|          | Four Points by Sheraton sind 4-Sterne-Hotels mit komfortablen Businesszimmern. Die Marke wurde im Jahr 1995 als Untermarke von Sheraton Hotels & Resorts gegründet. Mit Neueröffnungen in über 21 Ländern, ist Four Points by Sheraton die am schnellsten expandierende Marke von Starwood Hotels & Resorts. Heute gehören mehr als 130 Hotels mit insgesamt 23.223 Zimmer zu dieser Marke.                                    |
|          | W Hotels betreibt derzeit 34 Hotels weltweit; Merkmale sind modernes Design und ein Fokus auf Popkultur. |
|          | aloft hotels sind avantgardistische Hotels der gehobenen Klasse, deren Konzept als Spin-off der "W Hotels" entstanden ist. Die Marke umfasst mit Stand November 2015 circa 180 Hotels in den USA, China, dem Nahen Osten und seit kurzem auch Europa. In Deutschland gibt es derzeit aloft Hotels in München und Stuttgart. |
|          | Die von Westin inspirierte Marke element ist ein neuartiges Hotelkonzept, das modernes Design für Reisende mit längeren Aufenthalten bietet. Derzeit ist die Marke element mit elf Hotels in den USA und einem Hotel in Frankfurt am Main (Hessen, Deutschland) vertreten. |

## Joint-Venture
|  | ArabellaStarwood Hotels & Resorts (ehem. ArabellaSheraton) war ein Joint-Venture der Starwood-Gruppe und der Arabella Hospitality Group, einer Tochter der Schörghuber Unternehmensgruppe. |